# Pterolophia geelwinkiana
Pterolophia geelwinkiana là một loài bọ cánh cứng trong họ Cerambycidae.